# Fachgruppe Logistik-Materialwirtschaft

Taktisches Zeichen der Fachgruppe Logistik-Materialwirtschaft

Die Fachgruppe Logistik-Materialwirtschaft im Technischen Hilfswerk (THW) ist Teil eines Fachzugs Logistik. Die Hauptaufgabe dieser Fachgruppe ist die Versorgung anderer Einheiten im Einsatz mit Verbrauchsmaterialien. Dazu gehören sowohl Beschaffung/Bevorratung, Transport und Verladen/Umladen von Material als auch die Wartung und Instandsetzung des Geräts im Einsatz. Auch Unterstützungsaufgaben für andere Fachgruppen wie leichte Elektroarbeiten und kleinräumige Beleuchtung sind möglich.

## Ausstattung

### Fahrzeuge

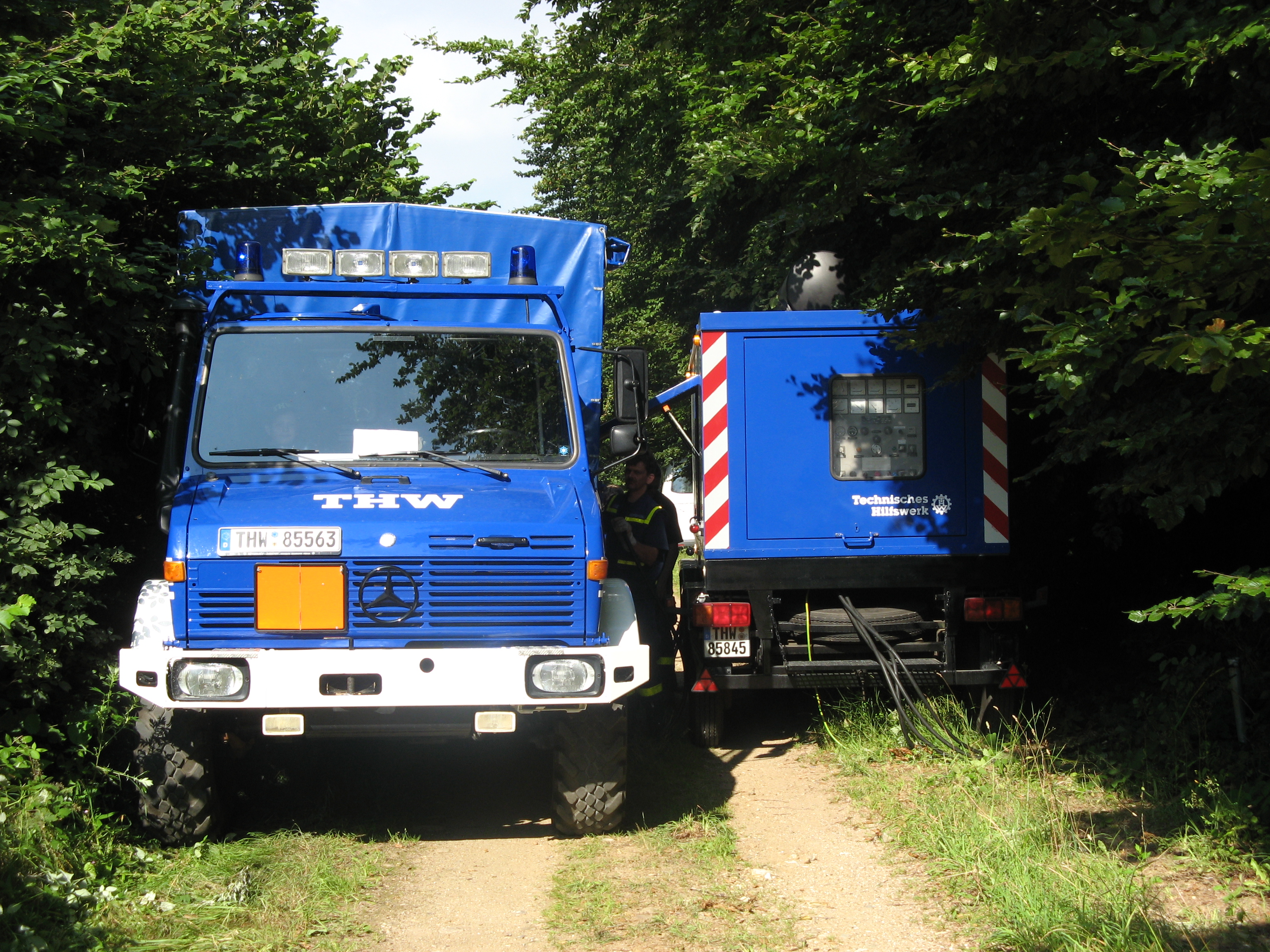
Betankung einer Netzersatzlage

Zum Transport und Verladen von Material hat die Fachgruppe mehrere Fahrzeuge und Anhänger zur Verfügung:
- Lastkraftwagen (9 t Zuladung) mit Ladekran
- Anhänger Plattform für Container
- Pkw geländegängig
- Anhänger mit Spezialaufbau (2 t Zuladung)
- Mannschaftslastwagen IV Plane/Spriegel mit Ladebordwand
- Anhänger Tandem (5 t Zuladung)
- Gabelstapler (3 t Hubkraft)

### Geräte
Zur Durchführung der Reparatur- und Instandsetzungsaufgaben verfügt die Fachgruppe unter anderem über:
- 1 Werkstattcontainer
- Werkzeugausstattung für Reparatur- und Instandhaltung
- Trenn-, Schweiß- und Brennausstattung
- Beleuchtungsausstattung
- Stromerzeuger 13 kVA

Für Verlade- und Transportarbeiten hat die Fachgruppe unter anderem:
- 2 Lagercontainer (für Gefahrstoffe zugelassen)
- Mobile Kraftstoffversorgung (Diesel- und Ottokraftstoff)
- Transport- und Lagerausstattung wie Zelt, Hubwagen, Sackkarre

## Personal
Die Fachgruppe besteht aus 12 Personen (Stärke 0/3/9/12) und teilt sich in die Trupps Logistik-Materialerhaltung (0/1/4/5) und Logistik-Verbrauchsgüterversorgung (0/1/5/6) mit den entsprechenden Tätigkeitsschwerpunkten:
- Gruppenführer/in
  - Truppführer/in Materialerhaltung
    - 4 Fachhelfer/innen Materialerhaltung

  - Truppführer/in Verbrauchsgüterversorgung
    - 5 Fachhelfer/innen Verbrauchsgüterversorgung

Zur Bewältigung der Aufgaben soll das Personal über verschiedene Fachqualifikation verfügen. Jede Person muss für mehrere Funktionen qualifiziert sein, sodass insgesamt folgende Qualifikationen abgedeckt werden:
- Befähigung Logistik (2 Personen)
- Befähigung Technik (2 Personen)
- Befähigung Elektro (2 Personen)
- Führung Ladekran (8 Personen)
- Fahrerlaubnis Kfz CE einschließlich Erlaubnis zur Gefahrgutbeförderung GGVS/ADR (6 Personen)
- Fahrerlaubnis Kfz BE (4 Personen)
- Fahrerlaubnis Gabelstapler (6 Personen)
- Nachweisführung Handkasse (2 Personen)
- Sanitätsdienst (2 Personen)
- Sprechfunk (4 Personen)
- Schweißen/Brennschneiden (2 Personen)